# Municipio de Alta Vista
El municipio de Alta Vista (en inglés: Alta Vista Township) es un municipio ubicado en el condado de Lincoln en el estado estadounidense de Minnesota. En el año 2010 tenía una población de 175 habitantes y una densidad poblacional de 1,85 personas por km².

## Geografía
El municipio de Alta Vista se encuentra ubicado en las coordenadas 44°35′27″N 96°8′33″O / 44.59083, -96.14250. Según la Oficina del Censo de los Estados Unidos, el municipio tiene una superficie total de 94.42 km², de la cual 94,26 km² corresponden a tierra firme y (0,17 %) 0,16 km² es agua.

## Demografía
Según el censo de 2010, había 175 personas residiendo en el municipio de Alta Vista. La densidad de población era de 1,85 hab./km². De los 175 habitantes, el municipio de Alta Vista estaba compuesto por el 100 % blancos. Del total de la población el 0 % eran hispanos o latinos de cualquier raza.